# Indrek Kannik
Indrek Kannik (* 25. November 1965 in Tallinn) ist ein estnischer Politiker und Journalist.

## Frühe Jahre
Indrek Kannik schloss 1984 die Schule in seiner Heimatstadt Tallinn ab. Bis 1990 studierte er Journalismus an der Universität Tartu.

## Sicherheitspolitik
Mit dem Ende der Sowjetunion und der Wiedererlangung der estnischen Unabhängigkeit betätigte er sich bereits als Student politisch. Von 1992 bis 1999 gehörte Kannik dem estnischen Parlament (Riigikogu) als Abgeordneter an. Vom 7. Januar bis zum 23. Mai 1994 war er kurzzeitig Verteidigungsminister der Republik Estland in der Koalitionsregierung von Ministerpräsident Mart Laar.
Kannik gehörte seit 1990 der konservativen Vaterlandsunion von Mart Laar an. Er überwarf sich 1994 mit Laar und war Mitbegründer der Volkspartei der Republikaner und Konservativen (Vabariiklaste ja Konservatiivide Rahvaerakond). Die Partei ging später in den estnischen Sozialdemokraten unter Führung von Toomas Hendrik Ilves auf. 2007 trat Kannik aus der Partei aus.
2000/2001 war Kannik Leiter der Auslandsredaktion der estnischen Tageszeitung Postimees. Von 2001 bis 2004 war er Staatssekretär (kantsler) im estnischen Verteidigungsministerium. Er spielte eine wichtige Rolle beim Beitritt Estlands zur NATO. Von 2006 bis 2011 war Kannik sicherheitspolitischer Berater des estnischen Staatspräsidenten Toomas Hendrik Ilves. Zwischenzeitlich hatte Kannik weitere Posten im estnischen Verteidigungsministerium sowie beim estnischen Auslandsgeheimdienst inne.
Seit November 2020 ist Kannik Direktor des 2006 gegründeten International Centre for Defence Studies – ICDS (estnisch Rahvusvaheline Kaitseuuringute Keskus – RKK), einer vom estnischen Verteidigungsministerium gegründeten verteidigungs- und sicherheitspolitischen Denkfabrik in Tallinn.

## Sportler
Indrek Kannik ist begeisterter Fußballer und Sportkommentator im estnischen Fernsehen. Ab 1993 gehörte er dem Vorstand des Estnischen Fußballbundes (Eesti Jalgpalliliit) an. Von 2003 bis 2006 war er dessen Präsident.